# Landmark 72
Landmark 72 là một khu phức hợp gồm 3 cao ốc khách sạn - văn phòng - căn hộ - trung tâm thương mại tại đường Phạm Hùng, quận Nam Từ Liêm, Hà Nội. Tổ hợp này được đầu tư và xây dựng bởi Tập đoàn Keangnam, tập đoàn đa quốc gia có trụ sở chính tại Dongdaemun-gu, Seoul, Hàn Quốc. Keangnam Landmark Tower được bàn giao từ 20 tháng 3 năm 2011 đến cuối tháng 12 năm 2011. Khi được hoàn thiện năm 2011, đây là tổ hợp công trình khép kín có diện tích lớn thứ 5 trên thế giới. Landmark 72 là toà nhà cao nhất Việt Nam từ năm 2011 cho đến tháng 2 năm 2018 và là cao ốc có diện tích sàn lớn nhất Việt Nam từ năm 2011 đến nay. Kể từ năm 2016, Landmark 72 thuộc sở hữu của AON Holdings.

## Mô tả
Landmark 72 với diện tích hơn 300 000 m² – là tòa nhà cao nhất Việt Nam từ năm 2010 đến năm 2018 (336 m), đây có thể được coi là biểu tượng cho sự tăng trưởng kinh tế của Việt Nam, đặc biệt là sự tăng trưởng về xây dựng cũng như ngành công nghiệp dịch vụ, những ngành đang thúc đẩy mạnh mẽ sự phát triển của thành phố Hà Nội.
Tháng 2 năm 2018, tòa tháp trở thành tòa nhà cao thứ hai Việt Nam khi bị Landmark 81 vượt qua. Keangnam Hanoi là khu phức hợp nằm ngay trung tâm khu đô thị mới của Hà Nội. Với hai tòa nhà chung cư 48 tầng và một tòa tháp 72 tầng, khu phức hợp giống như một thành phố thu nhỏ trong lòng Hà Nội.
Khu chung cư bao gồm 922 căn hộ cao cấp nhất với các tiện ích như Fitness center, bể bơi và khu mua sắm. Tại khối để nối giữa landmark 72 tầng và 2 tòa tháp chung cư căn hộ là khu trung tâm thương mại và rạp chiếu phim Lotte hiện đại.
Ngoài ra còn có khu vực văn phòng hạng A từ tầng 12 đến tầng 46 nhìn ra phong cảnh Hà Nội, khu căn hộ dịch vụ Calidas từ tầng 48 đến tầng 60.
Khách sạn Intercontinental nổi tiếng thế giới từ tầng 62 đến 70 được khai trương vào tháng 9 năm 2017, sau khi Mirea Asset và AEON BNG mua toàn bộ khoản nợ của Keangnam Enterprises và trở thành chủ nhân của toà tháp cao nhất Việt Nam.

Trong tòa tháp còn có hội trường có sức chứa hơn 2.000 người, khu tổ chức các sự kiện ngoài trời, bể bơi ngoài trời và bar. Với độ cao 350 m, khách tham quan có thể ngắm bức tranh toàn cảnh Hà Nội tại đài quan sát trên tầng 72.

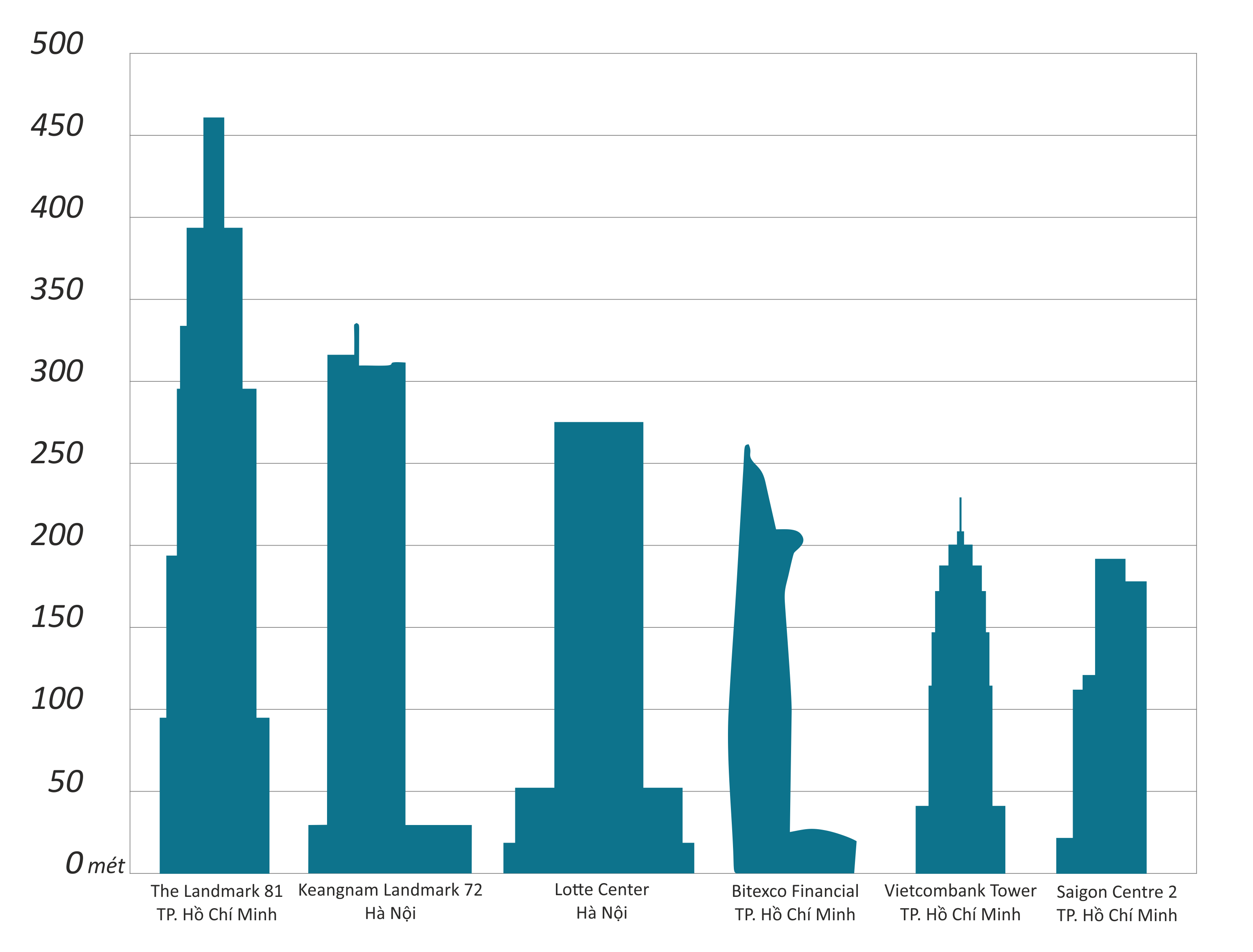
So sánh chiều cao với các tòa nhà khác ở Việt Nam.

## Các sự kiện quanh việc thi công

Phần tiến độ thi công tòa nhà Keangnam Hanoi Landmark (thi công phần thân tầng điển hình tòa trung tâm).

Vào ngày 28 tháng 10 năm 2008, Phó thủ tướng Trương Vĩnh Trọng đã yêu cầu UBND thành phố Hà Nội xem xét nội dung phản ánh về việc xây dựng và bán căn hộ tại dự án tổ hợp văn phòng, căn hộ Keangnam trị giá hơn 1 tỷ USD của Hà Nội. Việc này được giao cho Phó chủ tịch Thường trực UBND thành phố Hà Nội: ông Phí Thái Bình thực hiện.
Theo dư luận phản ánh, mới thấy bắt đầu thi công tầng hầm của tòa nhà này, nhưng chủ đầu tư đã bán khoảng 40% số căn hộ của 2 tòa nhà 48 tầng. Thậm chí trên một số trang rao vặt còn có đăng tải các thông tin rao bán các căn hộ ở vị trí từ tầng 20 đến tầng 40 với giá gốc từ 2.500 USD đến 3.000 USD mỗi m², chưa bao gồm tiền chênh lệch.
Trong khi thi công, vào 2 ngày 21 và 22 tháng 7 năm 2009, đã xảy ra 2 tai nạn liên tiếp làm 4 công nhân thiệt mạng. Phó giám đốc Sở Xây dựng Hà Nội Bùi Văn Chiểu đánh giá, một công trình 4 người chết trong 2 ngày liên tiếp là "nghiêm trọng".
Ngày 1 tháng 8 năm 2009, Tòa án nhân dân huyện Từ Liêm đã ra quyết định khởi tố vụ việc vi phạm an toàn lao động nghiêm trọng tại tòa nhà này sau khi có thêm 3 nạn nhân nữa bị rơi từ công trường cao ốc Keangnam.
Ngày 27 tháng 8 năm 2011, một vụ cháy khá to đã xảy ra tại tòa nhà để xe 7 tầng.
Ngày 15 tháng 11 năm 2008, các báo đưa tin về một vụ cá cược vô tiền khoáng hậu trị giá 100 tỷ đồng quanh việc liệu chủ đầu tư của dự án Hanoi Landmark Tower có hoàn thành nổi tòa nhà theo đúng tiến độ đã đề ra hay không. Trong thông cáo báo chí gửi các báo hôm 14 tháng 11 năm 2008, Công ty TNHH một thành viên Keangnam Vina, đại diện chủ đầu tư của tổ hợp chung cư cao tầng, khách sạn, dịch vụ này, ông Chủ tịch Ha Jong-Suk đã cam kết hoàn thành phần thô và các tiểu cảnh sân vườn của 2 khối nhà 48 tầng và tòa nhà hỗn hợp khách sạn, văn phòng 72 tầng kịp thời gian kỷ niệm 1.000 năm Thăng Long - Hà Nội (đúng tháng 10 năm 2010), nếu không sẽ chịu nộp phạt 100 tỷ đồng. Có thông tin cho rằng "chủ đầu tư Keangnam, vốn rất ít khi xuất hiện trước báo giới, bất ngờ công khai vụ cược tiền cho tiến độ thi công sau khi có thông tin về việc dự án này đăng ký lượng vốn đầu tư rất lớn, nhưng thực tế chi ra khoản tiền nhỏ hơn hẳn để đầu tư, và làm ăn không minh bạch".

## Tranh cãi về mức phí dịch vụ
Từ tháng 6 năm 2011, Ban quản lý tòa nhà và cư dân đã tranh cãi về mức thu phí dịch vụ. Thoạt đầu, ban quản lý thu phí dịch vụ là 17.130 đồng mỗi m², nhưng từ tháng 1 năm 2012, ban quản lý phải thu phí 4.000 đồng/m², theo đúng giá trần của UBND thành phố Hà Nội quy định. Để cắt lỗ, ban quản lý buộc phải cắt bớt dịch vụ tiện ích như bớt thang máy, bớt đèn và thời gian chiếu sáng, bảo vệ và lễ tân, và cắt điện nước những hộ không đóng tiền, những điều này đã gây bất mãn và phản đối từ cư dân. Ban quản lý cho rằng, việc phải cắt bớt các dịch vụ tiện ích dẫn đến công tác quản lý tòa nhà bị hạn chế, do vậy, cư dân phải tự chịu trách nhiệm về việc giá trị tòa nhà căn hộ giảm sút cũng như các tổn thất thiệt hại về tài sản. Mâu thuẫn và tranh cãi kéo dài qua năm 2012 mà vẫn chưa có hồi kết.

## Ảnh

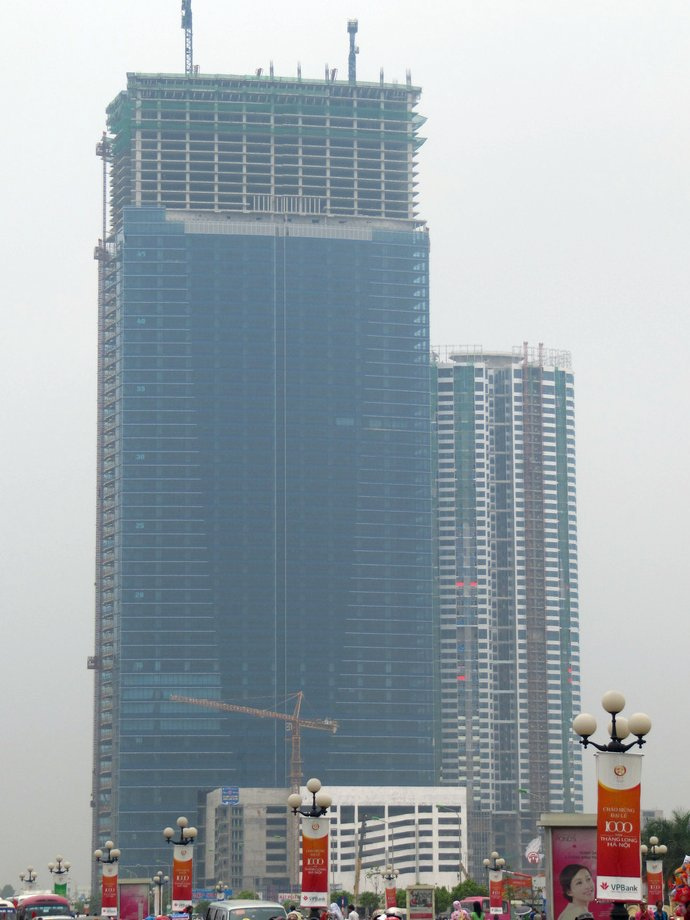
Tháng Mười năm 2010
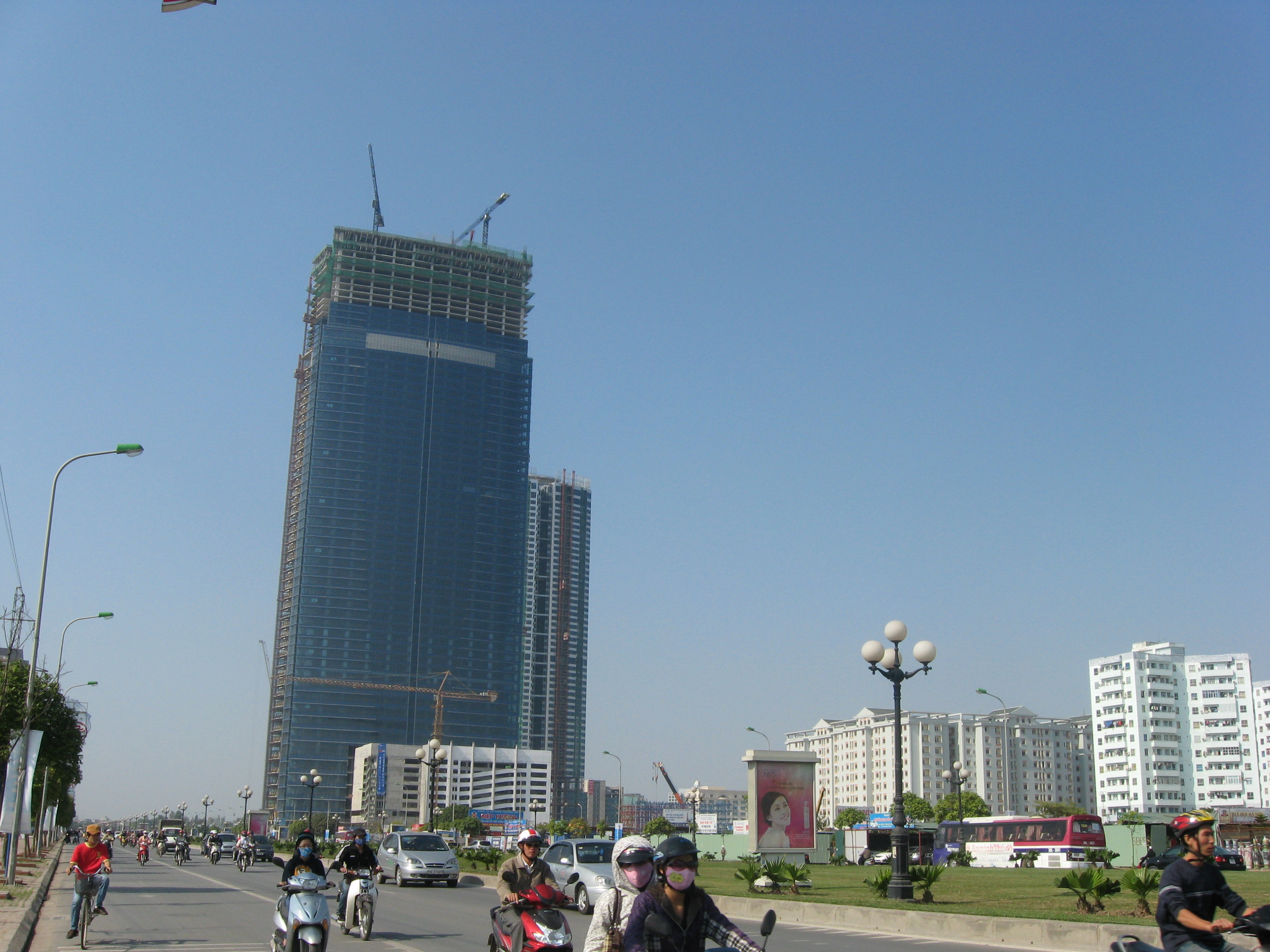
Tháng 10, 2010
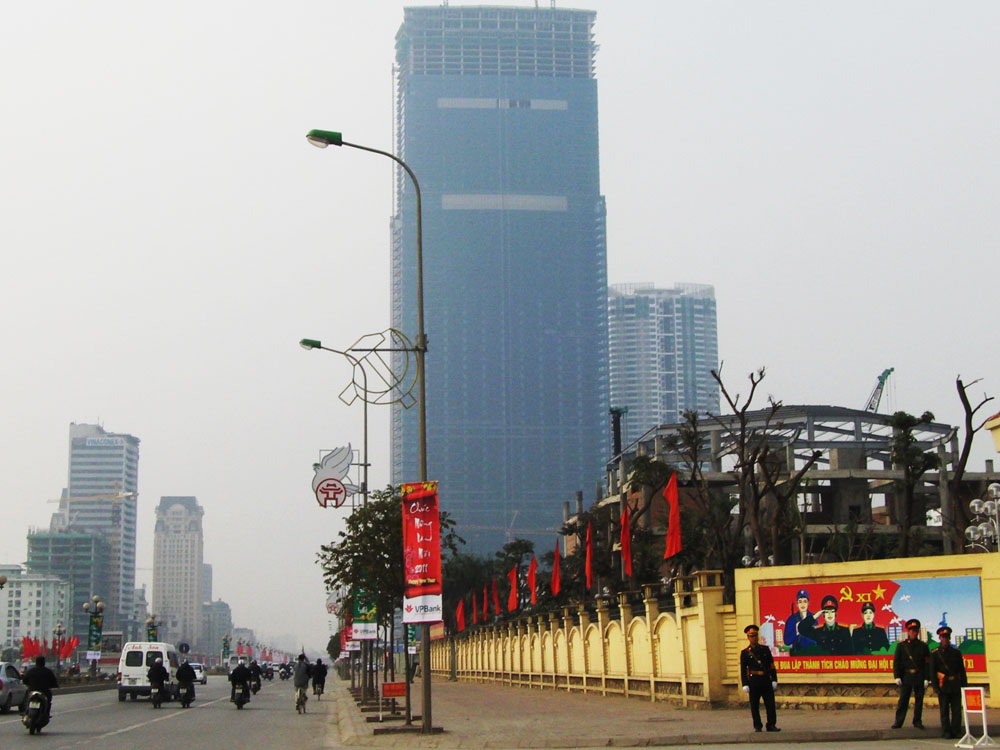
1 Tháng 2 năm 2011
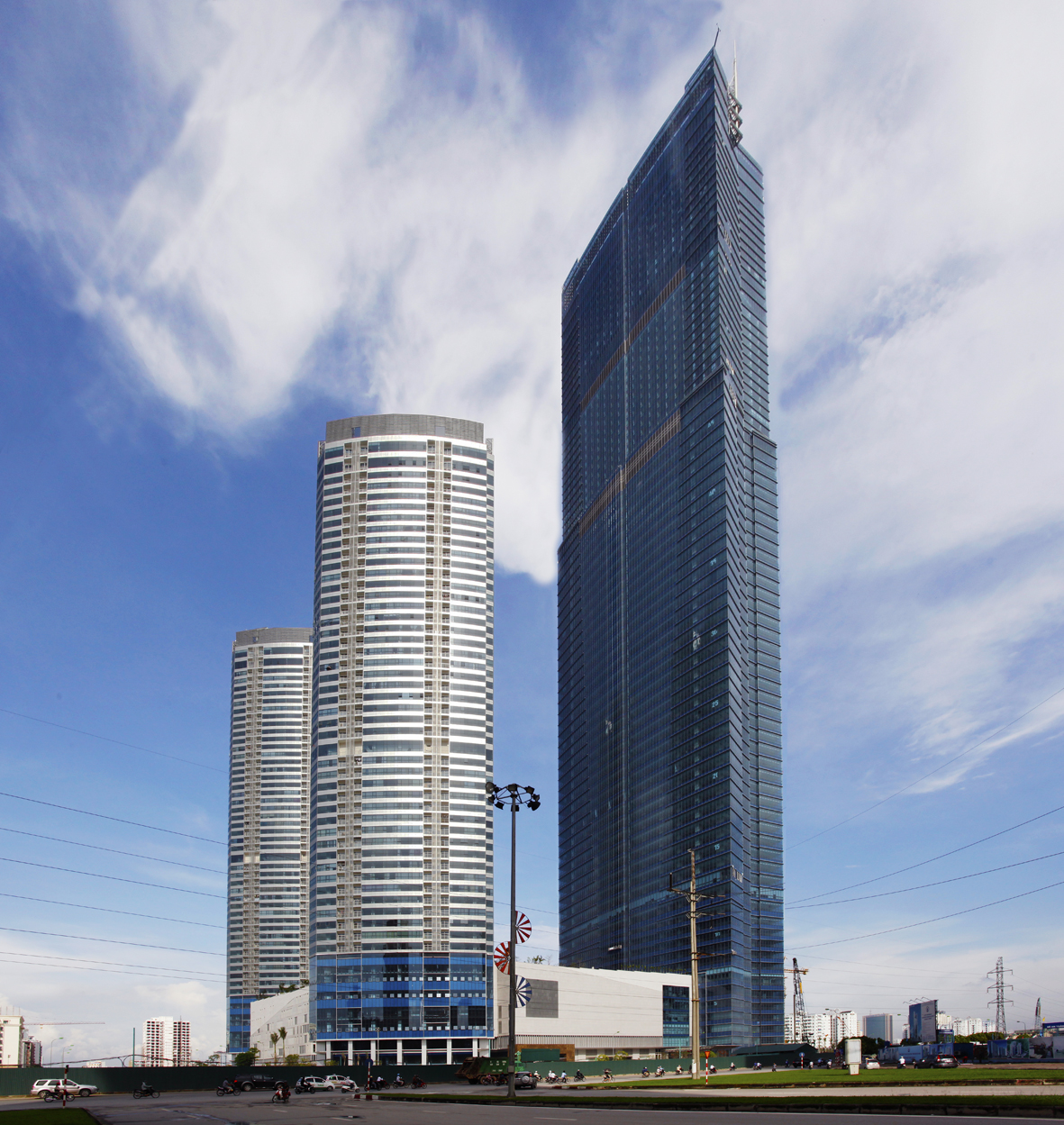